# Rambo III (jogo de arcade)
Rambo III é um jogo eletrônico, estilo Shoot 'Em Up, desenvolvido e lançado pela Taito em 1989 para Arcades, que foi baseado no filme homônimo de 1988. Neste game, o player veste-se de John Rambo e deve sobreviver à uma série de desafios a fim de salvar seu amigo, Coronel Trautman, que foi capturado pelas Forças soviéticas no Afeganistão.
Este game pode ser jogado por até 2 players ao mesmo tempo. Neste modo, o player 2 é o Sam Trautman.